# Terence Bayler
Terence Bayler (Whanganui, 24 de janeiro de 1930 – Londres, 2 de agosto de 2016) foi um ator da Nova Zelândia, mais conhecido papel do Barão Sangrento, fantasma da Sonserina, nos filmes de Harry Potter.